# Katrin Eder

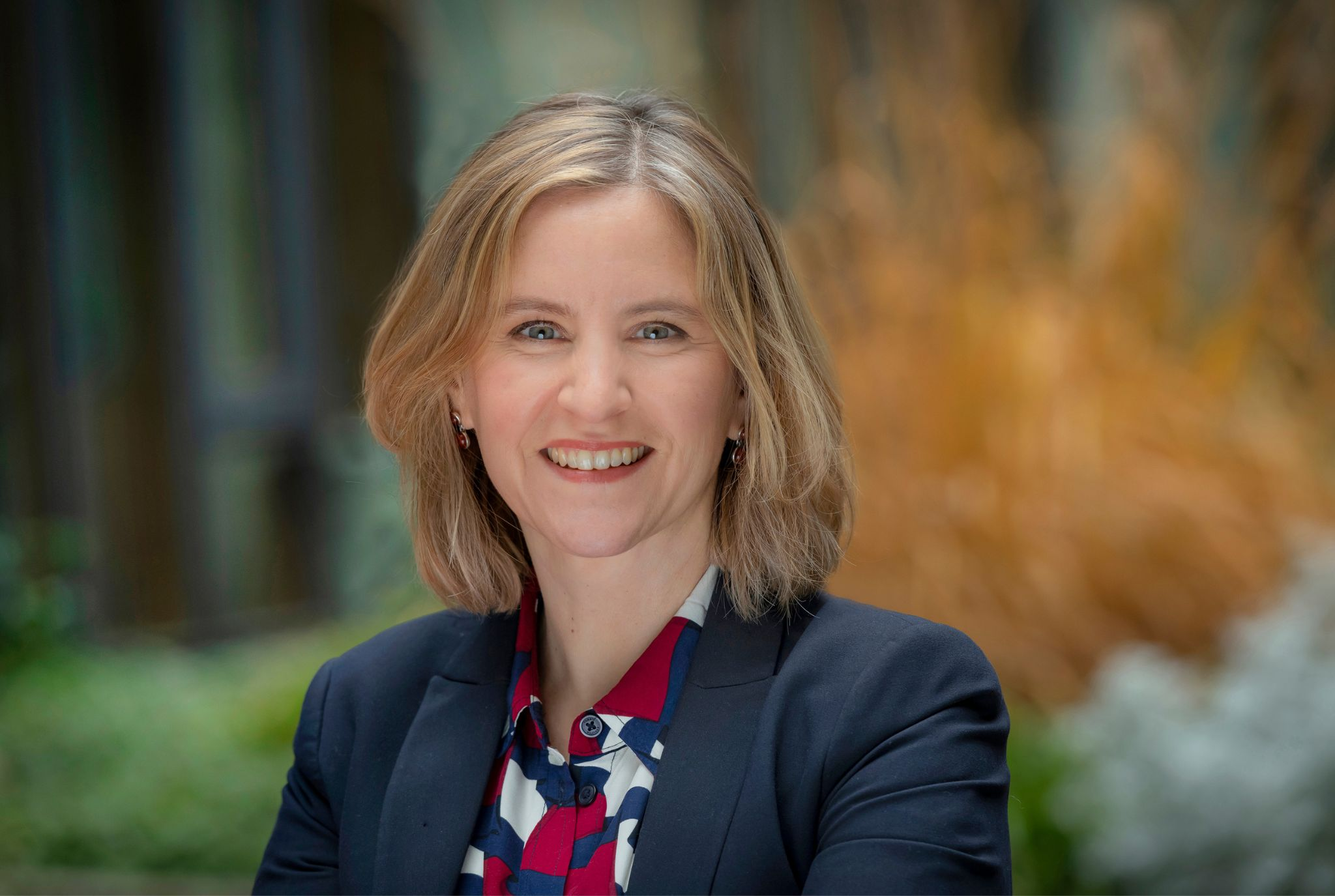
Katrin Eder (2021)

Katrin Eder (* 24. Oktober 1976 in Mainz) ist eine deutsche Politikerin (Bündnis 90/Die Grünen). Seit dem 15. Dezember 2021 ist sie rheinland-pfälzische Ministerin für Klimaschutz, Umwelt, Energie und Mobilität. Zuvor war sie ab dem 18. Mai 2021 Staatssekretärin im selben Ministerium.

## Leben
Katrin Eder legte 1996 das Abitur an der Maria Ward-Schule in Mainz ab und studierte im Anschluss Politikwissenschaft, Soziologie und Öffentliches Recht an der Universität Mainz. Nach ihrem Abschluss als Magistra artium war sie von 2003 bis 2007 wissenschaftliche Mitarbeiterin im Büro der Bundestagsabgeordneten Ulrike Höfken. Von 2007 bis 2011 war sie als Beraterin für die TBS gGmbH Rheinland-Pfalz, eine Beraterfirma für Gewerkschaften und betriebliche Interessensvertretungen wie Betriebsräte, tätig. 
Sie ist seit 2018 Mutter zweier Söhne und lebt in Mainz-Mombach. Vater der Zwillinge ist ihr Lebensgefährte, das Mainzer Stadtratsmitglied und Mitglied des Parteivorstandes der Partei Die Linke Tupac Orellana.

## Politik

### Stadt Mainz
Ab 1999 gehörte Katrin Eder für Bündnis 90/Die Grünen dem Stadtrat der rheinland-pfälzischen Landeshauptstadt Mainz an. Bei der Landtagswahl 2006 kandidierte sie erfolglos für Bündnis 90/Die Grünen im Wahlkreis Mainz II. Im Juni 2011 wurde sie hauptamtliche Dezernentin für Umwelt, Grün, Energie und Verkehr im Mainzer Stadtvorstand. In ihre Amtszeit fallen unter anderem die Fertigstellung der neuen Straßenbahnstrecke auf den Mainzer Lerchenberg („Mainzelbahn“) im Dezember 2016, der Aufbau des Fahrradvermietsystems MVG MeinRad, außerdem mehrere Projekte des Stadtumbaus wie die Große Langgasse, die Bahnhofstraße, der Hopfengarten sowie die Boppstraße. Auch das Mainzer Fahrradparkhaus wurde in ihrer Amtszeit gebaut.
Am 13. Juli 2021 wurde Eder anlässlich ihrer offiziellen Verabschiedung als Dezernentin von Oberbürgermeister Michael Ebling der Ehrenring der Stadt Mainz verliehen.

### Rheinland-Pfalz
Nach der Landtagswahl im März 2021 wechselte sie am 18. Mai 2021 als Staatssekretärin ins von Ministerin Anne Spiegel geleitete Ministerium für Klimaschutz, Umwelt, Energie und Mobilität des Landes Rheinland-Pfalz. Da Anne Spiegel am 8. Dezember 2021 als Bundesministerin für Familie, Senioren, Frauen und Jugend in die Bundesregierung gewechselt war, schlugen die rheinland-pfälzischen Grünen Eder als neue Ministerin für Klimaschutz, Umwelt, Energie und Mobilität vor. Eder wurde am 15. Dezember 2021 vom Landtag Rheinland-Pfalz bestätigt und anschließend vereidigt.
Im Zuge der Aufarbeitung der Hochwasserkatastrophe im Ahrtal 2021 geriet auch Eder in die Kritik. Sie war zu diesem Zeitpunkt Staatssekretärin im Umweltministerium gewesen und unmittelbar nach der Flut, parallel zu Ministerin Anne Spiegel, knapp drei Wochen im Urlaub gewesen. Spiegel trat im April 2022 von ihrem Amt als Bundesfamilienministerin zurück.
Am 10. Mai 2025 wurde Eder zur Spitzenkandidatin der Grünen für die Landtagswahl 2026 sowie als Direktkandidatin im Wahlkreis Mainz II (Wahlkreis 28) gewählt.